# Kunovec velký
Kunovec velký (Dasyurus maculatus), známý také jako kunovec tygrovaný, kunovec tygří, kunovec tygrovitý nebo šlakol veliký, je vačnatec žijící v Austrálii v Novém Jižním Walesu, Victorii, Queenslandu a v Tasmánii.

## Morfologie
Jedná se o relativně velkého vačnatce. Samec dosahuje hmotnosti průměrně 3,5 kg, samice bývá menší a dosahuje hmotnosti v průměru 1,8 kg.[zdroj?] Vyznačuje se rezavým zbarvením s nápadnými bílými skvrnami. Má vak, který směřuje dozadu. Je to masožravec, lovící drobné obratlovce – plazy, ptáky i savce, malé druhy klokanů, ale je také mrchožrout.
V zajetí je chován v Austrálii a ve dvou amerických zoologických zahradách (Columbus a Omaha).

## Poddruhy
Rozlišujeme 2 poddruhy:
- Kunovec velký štíhlý (D. m. gracilis) – vzácnější poddruh vyskytující se na severu Queenslandu[4]
- Kunovec velký jižní (D. m. maculatus) – vyskytující se ostrůvkovitě od jihu Queenslandu po Victorii (pevninská populace) a v Tasmánii (tasmánská populace)[5][6]

## Ohrožení
4 nejdůležitější důvody poklesu populace jsou tyto:
- Ztráta, fragmentace a ničení přirozeného prostředí.
- Kompetice ze strany introdukovaných predátorů.
- Záměrné otravy, odchyt a zabíjení především v reakci na predaci slepic.
- Srážky s automobily.[7]